# Vir (geslacht)
Vir is een geslacht van kreeftachtigen uit de klasse van de Malacostraca (hogere kreeftachtigen).

## Soorten
- Vir colemani Bruce, 2003
- Vir euphyllius Marin & Anker, 2005
- Vir longidactylusa Marin, 2008
- Vir orientalis (Dana, 1852)
- Vir philippinensis Bruce & Svoboda, 1984
- Vir smiti Fransen & Holthuis, 2007